# Vagitanus
Vagitanus nebo Vaticanus byl ve starověkém římském náboženství jedním z řady božstev při porodu, které ovlivňovaly nebo vedly některé aspekty porodu, v tomto případě pláč novorozence. Název je spojen s latinským substantivem vagitus, „pláč, kvílení, kvílení“, zejména u dítěte nebo zvířete, a sloveso vagio, vagire. Vagitanus byl tedy popsán jako bůh, „který předsedal začátku lidské řeči“.